# Station Waalwijk

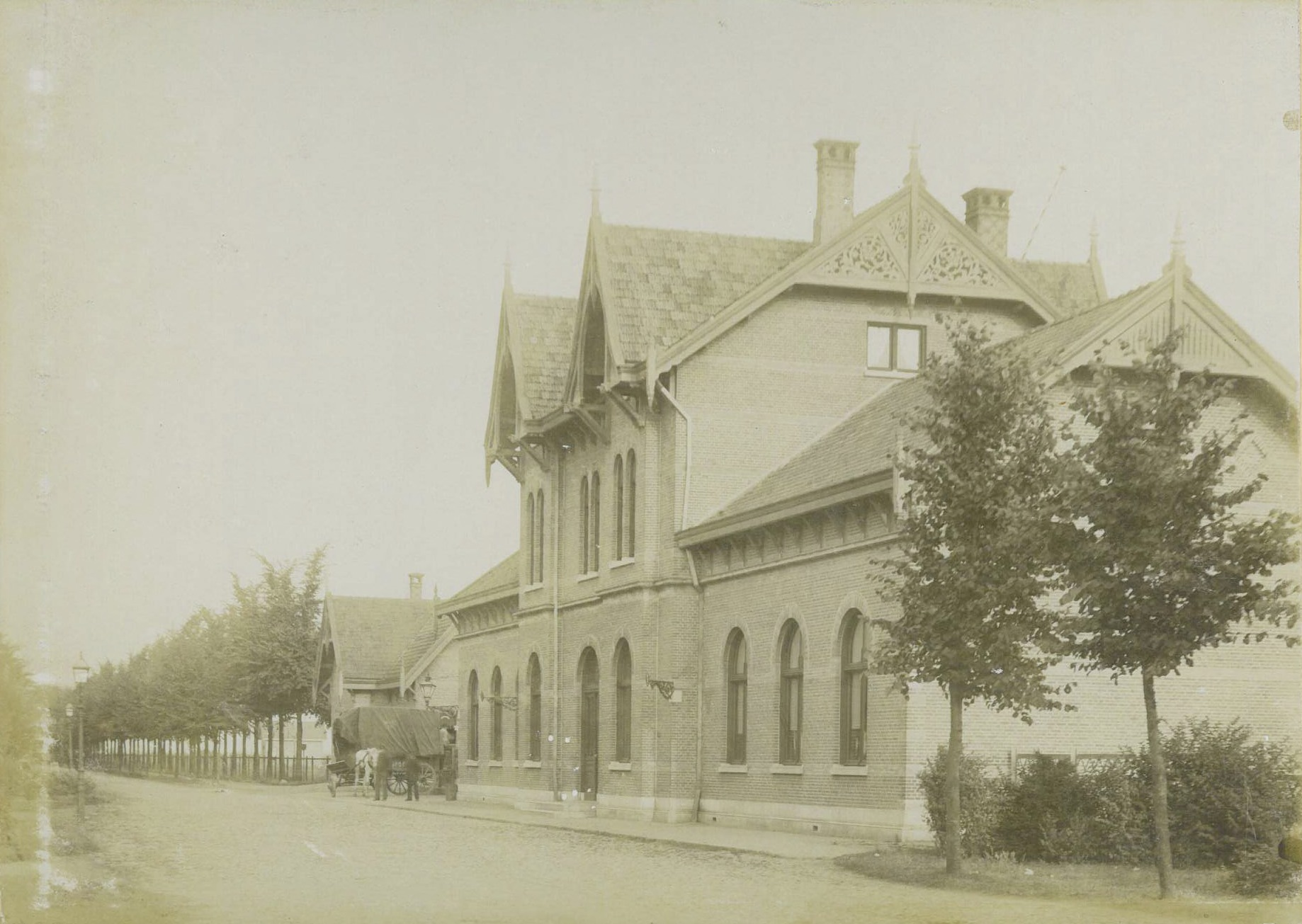
Station Waalwijk, 1898

Station Waalwijk (Wlk) is een voormalig station aan de voormalige Langstraatspoorlijn tussen Lage Zwaluwe en 's-Hertogenbosch. Het station lag in het Noord-Brabantse Waalwijk.
Het station was in gebruik van 1 november 1886 tot 1 augustus 1950. In 1964 werd het stationsgebouw gesloopt.